# Oberweilersbach
Oberweilersbach ist ein Gemeindeteil der Gemeinde Weilersbach im Landkreis Forchheim (Oberfranken, Bayern).

## Geografie
Das Dorf am Ostrand des Erlanger Albvorlandes liegt etwas mehr als einen Kilometer nordnordwestlich des Ortszentrums von Unterweilersbach auf einer Höhe von 325 m ü. NHN.

## Geschichte
In Oberweilersbach gab es bis zum Ende des 17. Jahrhunderts einen Rittersitz im heutigen Anwesen mit der Hausnummer 35. Bis zum Beginn des 19. Jahrhunderts unterstand das Dorf der Landeshoheit des Hochstifts Bamberg. Die Dorf- und Gemeindeherrschaft übte das Amt Forchheim als Vogteiamt aus. Auch die Hochgerichtsbarkeit hatte dieses Amt in seiner Rolle als Centamt.
Als das Hochstift Bamberg infolge des Reichsdeputationshauptschlusses 1802/03 säkularisiert und unter Bruch der Reichsverfassung vom Kurfürstentum Pfalz-Baiern annektiert wurde, wurde Oberweilersbach Bestandteil der bei der „napoleonischen Flurbereinigung“ in Besitz genommenen neubayerischen Gebiete.
Durch die Verwaltungsreformen zu Beginn des 19. Jahrhunderts im Königreich Bayern wurde Oberweilersbach mit dem Zweiten Gemeindeedikt 1818 eine Ruralgemeinde. Im Zuge der Gebietsreform in Bayern wurde Oberweilersbach am 1. Juli 1970 Bestandteil der Gemeinde Weilersbach.

## Verkehr
Eine in Mittlerweilersbach von der Kreisstraße FO 11 abzweigende Gemeindeverbindungsstraße bindet den Ort an das öffentliche Straßenverkehrsnetz an. Vom ÖPNV wird das Dorf an einer Haltestelle der Buslinie 222 des VGN bedient. Der nächstgelegene Bahnhof der Wiesenttalbahn befindet sich in Kirchehrenbach.
Durch den Ort verläuft der Fränkische Marienweg.

## Baudenkmäler
In Oberweilersbach mit Oberndorf gibt es vier denkmalgeschützte Objekte, darunter ein Backhaus und ein Wegkreuz.